# Celina Jesionowska
Celina Jesionowska (Gerwin, Orzechowska) (Łomża, 3 novembre 1933) è un'ex velocista polacca.

## Palmarès
| Anno | Manifestazione  | Sede      | Evento  | Risultato | Prestazione | Note |
| ---- | --------------- | --------- | ------- | --------- | ----------- | ---- |
| 1958 | Europei         | Stoccolma | 4×100 m | Bronzo    | 46"0        |      |
| 1960 | Giochi olimpici | Roma      | 4×100 m | Bronzo    | 45"0        |      |